# David Canal
David Canal (ur. 7 grudnia 1978 w Barcelonie) – hiszpański lekkoatleta, sprinter. Dwukrotny olimpijczyk (2000, 2004).
Koronnym dystansem Canala był bieg na 400 metrów i to na nim odnosił swoje największe sukcesy:
- złoty medal Mistrzostw Europy juniorów w lekkoatletyce (Lublana 1997)
- srebro Halowych Mistrzostw Europy w Lekkoatletyce (Gandawa 2000)
- 4. zawodnik Halowych Mistrzostw Świata w Lekkoatletyce (Lizbona 2001)
- srebrny medal podczas Mistrzostw Europy w Lekkoatletyce (Monachium 2002)
- 7. miejsce na Pucharze Świata w Lekkoatletyce (Madryt 2002)
- 5. miejsce w Światowym Finale IAAF (Monako 2003)
- srebrny medal na Halowych Mistrzostwach Europy w Lekkoatletyce (Madryt 2005)
- 14 tytułów mistrza Hiszpanii (w tym złoty medal w biegu na 200 metrów w 2005)[1][2]

Canal był również przez lata najmocniejszym punktem hiszpańskiej sztafety 4 × 400 metrów, ustanawiając rekordy kraju w tej konkurencji oraz sięgając z nią po medale międzynarodowych imprez:
- złoto Mistrzostw Europy juniorów (Lublana 1997)[4]
- brązowy medal podczas Mistrzostw Europy w Lekkoatletyce (Budapeszt 1998)
- brąz Halowych Mistrzostw Europy w Lekkoatletyce (Wiedeń 2002)
- złoto igrzysk śródziemnomorskich (Almería 2005)

## Rekordy życiowe
- bieg na 200 metrów – 20,68 (2004)
- bieg na 300 metrów – 32,98 (2003)
- bieg na 400 metrów – 45,01 (2003)
- bieg na 200 metrów (hala) – 20,95 (2005)
- bieg na 400 metrów (hala) – 45,93 (2005) do 2017 rekord Hiszpanii[5]